# 茨城県立友部東特別支援学校
茨城県立友部東特別支援学校（いばらきけんりつ ともべひがし とくべつしえんがっこう）は、茨城県笠間市にある病気療養児のための特別支援学校。

## 沿革
- 1961年4月 - 茨城県西茨城郡友部町立友部小学校・友部町立宍戸中学校養護学級として、県立教職員保養所内に開設。
- 1962年4月 - 茨城県立養護学校新設に伴い、養護学校友部分校と改称。同年10月移転。
- 1970年4月 - 茨城県立水戸養護学校友部分校と改称。
- 1979年4月 - 在宅対象児への訪問教育開始。
- 1982年4月 - 茨城県立友部東養護学校として独立。
- 1983年4月 - 筑波大学附属病院の入院対象児への訪問教育開始。同年新校舎が完成し、移転。
- 1989年 - 茨城県立こども病院の入院対象児への訪問教育開始。
- 1992年 - 茨城県立友部養護学校より高等部移管。
- 1995年 - 茨城県立友部病院の入院対象児への訪問教育開始。
- 1996年 - (財)筑波学園病院の入院対象児への訪問教育開始。
- 1997年 - 茨城県立医療大学付属病院の入院対象児童生徒への訪問教育開始。
- 2012年4月 - 茨城県立友部東特別支援学校に改称。

## 校訓
- 「希望」・・・明るくやりぬく子
- 「協和」・・・助け合い、思いやりのある子
- 「感謝」・・・心からありがとうといえる子

## 学部
- 小学部
- 中学部
- 高等部

※小・中学生の場合、病気が治ったときは、元の学校に戻ることが出来る。

## 交通
- 茨城交通
  - 「中央病院」より
  - 「リハビリティション」より